# Ereb Altor
Ereb Altor est un groupe suédois de viking metal, originaire du comté de Gävleborg. Leur nom est emprunté à un paysage fictif du jeu de rôle suédois Pen & Paper Drakar och Demoner.

## Histoire
Ereb Altor est le deuxième projet commun des multi-instrumentistes Daniel Bryntse et Crister Olsson, qui dirigent depuis 1991 le groupe de doom metal Forlorn (rebaptisé Isole à partir de 2004). Avec Ereb Altor, ils voulaient poursuivre le style original de Forlorn, fortement inspiré de la musique de Bathory. Le groupe a joué dans des festivals comme le Motocultor Festival.
Le bassiste Kristofer « Mikael » Elemyr rejoint le groupe en 2014, mais décède en 2022.

## Discographie
- 2003 : Awakening (démo)
- 2008 : By Honour (album, I Hate Records)
- 2010 : The End (album, Napalm Records ; vinyle, No Remorse Records)
- 2012 : Gastrike (album, Napalm Records)
- 2013 : Fire Meets Ice (album, Cyclone Empire)
- 2014 : The Lake of Blood (EP, Cyclone Empire)
- 2015 : Nattramn (album, Cyclone Empire)
- 2016 : Blot·Ilt·Taut (album, Cyclone Empire)
- 2017 : Ulfven (album, Hammerheart Records)
- 2019 : Järtecken (album, Hammerheart Records)
- 2021 : Eldens Boning (EP, Hammerheart Records)
- 2022 : Vargtimman (album, Hammerheart Records)
- 2025 : Hälsingemörker (album, Hammerheart Records)

## Clips
- 2015 : Midsommarblot
- 2016 : Twilight of the Gods
- 2017 : En Synd Svart Som Sot
- 2019 : With Fire in My Heart